# Palazzo della Grande loggia
Il palazzo della Grande loggia è un palazzo monumentale di Napoli ubicato in via Duomo, al civico 214. Al suo interno, vi è il consolato della Polonia.
Il palazzo ha origini quattrocentesche e rappresenta, in ottima maniera, una sintesi dei caratteri architettonici della Napoli dell'epoca: vi sono elementi dell'architettura rinascimentale ed altri elementi durazzesco-catalani. L'edificio è stato rimaneggiato diverse volte nel corso dei secoli fino al XIX secolo, quando fu rifatto il prospetto su via Duomo.
La facciata presenta caratteri eclettici tipici dell'Ottocento: fino al mezzanino è ricoperta da bugnato liscio; gli altri piani, invece, sono contraddistinti da una decorazione piuttosto classica, con una sopraelevazione del fabbricato. L'androne è caratterizzato dall'arcone in piperno a sezione poligonale, tipico dell'architettura durazzesca.
Il cortile è caratterizzato dall'arco a sesto ribassato, modello ripreso dall'architettura catalana, che fa da sfondo a questo ambiente; sul lato destro si apre una loggia a quattro arcate in piperno con profilo poligonale.

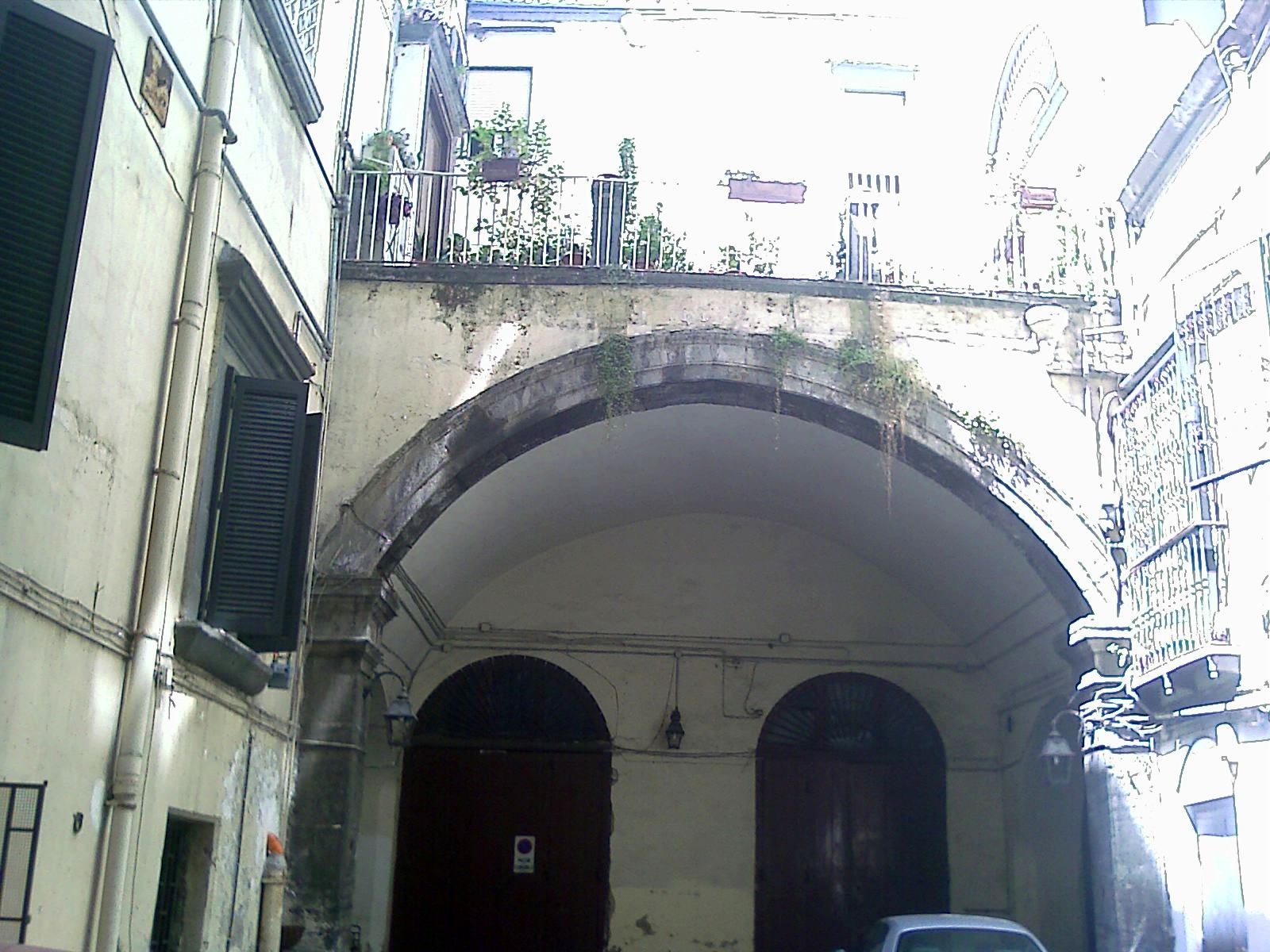
Particolare di un'arcata